# Златна роза
 Тази статия е за кинофестивала.  За културната награда вижте Златна роза (награда).  
„Златна роза“ е кинофестивал, провеждан във Варна от 1961 г.
Изданията му първоначално го определят като Фестивал на българския филм (ФБФ), но в течение на годините селекцията все по-често започва да приема само игрални филми – с име съответно Фестивал на българския игрален филм (ФБИФ).
Организира се най-често с интервал от 2 години, понякога по-голям или по-малък. Традиционно се провежда през есента. Община Варна е сред организаторите заедно с Националния филмов център, Министерството на културата и др.

## Лауреати
| Година-издание      | Заглавие               | Режисьор(и)                     |
| ------------------- | ---------------------- | ------------------------------- |
| 2002 – XXV ФБИФ     | Емигранти              | Людмил Тодоров и Ивайло Христов |
| 2004 – XXVI ФБИФ    | Мила от Марс           | Зорница София                   |
| 2006 – XXVII ФБИФ   | Маймуни през зимата    | Милена Андонова                 |
| 2008 – XXVIII ФБИФ  | Дзифт                  | Явор Гърдев                     |
| 2010 – XXIX ФБИФ    | Източни пиеси          | Камен Калев                     |
| 2011 – ХХХ ФБИФ     | No. 1                  | Атанас Христосков               |
| 2012 – XXXI ФБИФ    | Цветът на хамелеона    | Емил Христов                    |
| 2014 – XXXII ФБИФ   | Съдилището             | Стефан Командарев               |
| 2015 – XXXIII ФБИФ  | Каръци                 | Ивайло Христов                  |
| 2016 – XXXIV ФБИФ   | Безбог                 | Ралица Петрова                  |
| 2017 – XXXV ФБИФ    | Въздесъщият            | Илиян Джевелеков                |
| 2018 – XXXVI ФБИФ   | Ага                    | Милко Лазаров                   |
| 2019 – XXXVII ФБИФ  | -                      | -                               |
| 2020 – XXXVIII ФБИФ | Страх                  | Ивайло Христов                  |
| 2021 – XXXIX ФБИФ   | В сърцето на машината  | Мартин Макариев                 |
| 2022 – XL ФБИФ      | Майка                  | Зорница София                   |
| 2023 – XLI ФБИФ     | Уроците на Блага Диада | Стефан Командарев Яна Титова    |
| 2024 – XLII ФБИФ    | Триумф                 | Кристина Грозева Петър Вълчанов |